# David Bedella
David Bedella (Chicago, 25 settembre 1962) è un attore e cantante statunitense.Noto soprattutto come interprete di musical, Bedella è attivo prevalentemente sulle scene del West End londinese, dove ha vinto tre  Laurence Olivier Award per il suo lavoro.

## Biografia
Ha recitato in numerosi musical a Londra ed è noto per le sue interpretazioni in Jerry Springer: The Opera (2003; vincitore del Laurence Olivier Award al miglior attore in un musical), Hedwig and the Angry Inch (2005), The Rocky Horror Show (2006; 2015), Chess (2008), Road Show (2011), Sweeney Todd (2015), In the Heights (2014-2016; vincitore del Laurence Olivier Award al miglior attore non protagonista in un musical) ed & Juliet (2019; vincitore del Laurence Olivier Award al miglior attore non protagonista in un musical).

## Filmografia

### Cinema
- Alexander, regia di Oliver Stone (2004)
- Batman Begins, regia di Christopher Nolan (2005)
- La cena delle spie (All the Old Knives), regia di Janus Metz (2022)

### Televisione
- Inside No. 9 – serie TV, 1 episodio (2014)
- Deep State – serie TV (2018)